# Sonny & Cher
Sonny & Cher var en pop-duo fra USA bestående af Sonny Bono og Cher. Parret havde i 1960'erne stor succes med bl.a. numrene "I Got You Babe" og "The Beat Goes On". Parret blev skilt den 27. juni 1975. Efter skilsmissen optrådte parret dog sammen ved enkelte lejligheder, senest i 1987 i et David Letterman show.

## Diskografi
- Look at Us (1965)
- The Wondrous World of Sonny & Chér (1966)
- In Case You're in Love (1967)
- All I Ever Need Is You (1971)
- Mama Was a Rock and Roll Singer, Papa Used to Write All Her Songs (1973)